# Sitio de Minerve
El asedio de Minerve fue una batalla que tuvo lugar en junio y julio de 1210 durante la cruzada albigense. Fue emprendida por el reino de Francia, católico, contra los cátaros que habitaban el sur del país y a quienes consideraban una secta herética. Los cruzados, dirigidos por el noble francés Simón IV de Montfort, sitiaron y capturaron la ciudad. Los cruzados perdonaron a muchos de los asediados, pero ejecutaron a quienes rechazaron abjurar.

## Contexto histórico
La cruzada albigense fue iniciada por el reino de Francia a solicitud del papa Inocencio III. Su propósito era aplastar el creciente movimiento cátaro, el cual florecía principalmente en Languedoc. La causa inmediata fue el asesinato  del legado papal, Pierre de Castelnau. Los cruzados se pusieron en marcha en el verano de 1209. Después de varias victorias militares,  fueron capaces de capturar muchas ciudades sin lucha, hasta que llegaron a Minerve. Después de la caída de Carcasona, el legado papal Arnaldo Amalric, que había dirigido las tropas durante la Masacre de Beziers, fue reemplazado como comandante de la fuerza cruzada por Simón de Montfort, V Conde de Leicester, a pesar de que Amalric continuó acompañando el ejército.
Minerve era una ciudad bien fortificada, localizada en la confluencia de los ríos Cesse y Brian, que formaban profundos barrancos en el área cercana. Situada cerca la costa mediterránea, Minerve era un pequeño castro situado en la profundidad de las montañas, y por ello no resultaba de importancia estratégica para los ejércitos. Sin embargo, se había convertido un importante lugar de refugio para las autoridades cátaras, y su conquista aumentaría la autoridad tanto de Simon como conde, como de la Iglesia católica en la zona, que es lo que parece haber llevado a la decisión de Simón de atacar la ciudad.

## Desarrollo de la batalla
A inicios de junio, el ejército cruzado sitió Minerve. La ciudad estaba comandada por Guillermo IV de Minerve. Los defensores disponían de acceso a suministros de agua y alimentos por una ruta que los asediadores desconocían y que solo quedó interrumpida por el impacto, al parecer no intencionado, de una de las rocas lanzadas por las máquinas de asedio.
Incapaz de alimentar su ejército exclusivamente con el área agrícola que rodeaba la ciudad, Simón importó suministros de áreas mucho más distantes, como Carcasona.
Las escarpadas gargantas que rodeaban la ciudad hicieron virtualmente imposible la toma al asalto. Sin embargo, las gargantas eran también muy estrechas, haciendo viable el bombardeo. Simon se dio cuenta de esto y decidió utilizar su equipo de asedio para capturar Minerve. Los cruzados utilizaron eficazmente sus armas de asedio. Simon situó su cuartel general al este de la ciudad, desde donde una hueste lanzaba objetos pesados contra las murallas de la ciudad. Al  oeste se utilizó una máquina de asedio que lanzaba rocas, conocida como petraria. Las máquinas de asedio castigaron fuertemente la ciudad, destruyendo parcialmente la casa de Guillermo. Hacia el final de junio, la muralla principal de la ciudad estaba destruida. Los defensores resistieron varias semanas más, pero los sitiados comenzaban a sufrir escasez de agua. El 22 de julio, la ciudad se rindió. Laurence Marvin considera que las técnicas de Simón son un ejemplo de "un uso hábil de las tácticas de asedio para tomar castillos en condiciones geográficamente hostiles."
Simón y Guillermo de Minerve pactaron unas condiciones de rendición. Sin embargo, Amalric, que había estado ausente por un tiempo, regresó e insistió en que ningún acuerdo podría considerarse firme sin su asentimiento como legado papal. Simón deseaba tratar los ocupantes con benignidad, pero Amalric quería ejecutarlos. Finalmente, los dos llegaron a una solución. Los cruzados permitieron abandonar la ciudad a los soldados que la habían defendido, así como a los católicos que había en ella. Los cátaros que no hubiesen alcanzado el nivel de perfectos también eran libres de marcharse. A los cátaros perfectos se les ofrecía la opción de volver al catolicismo o ser ejecutados. Esta solución enfadó a muchos de los soldados, como Roberto de Monvoisin, que querían participar en una masacre: el objetivo de las operaciones en Occitania era matar herejes. Amalric les calmó, insistiendo en que la mayoría de los perfectos  no abjurarían, predicción que se cumplió.
Los soldados entraron en la ciudad cantando el Te Deum, mientras que los cátaros, separados en hombres y mujeres, se arrodillaron en oración. El abad Guy de Vaux-de-Cernay comenzó a predicar la fe católica a los hombres. Fue interrumpido cuando le dijeron "No queremos nada de vuestra fe. Hemos renunciado a la Iglesia de Roma: vuestro trabajo es en vano; pues tampoco la muerte ni la vida nos harán renunciar a las opiniones que  hemos abrazado." El abad entonces fue a las mujeres, quienes aún más tozudamente rechazaron convertirse. Simon también instó ambos grupos a que abandonaran su fe cátara. "Convertíos a la fe católica," dijo Simon, señalando a la pila de madera seca que se había amontonado,  y continuó, "o ascended esta pila." Finalmente, solo tres mujeres se arrepintieron. Las 140 personas que no lo hicieron fueron quemadas en la hoguera. Algunas personas incluso prefirieron saltar voluntariamente a las llamas antes que esperar a sus ejecutores.
El monje cisterciense Peter de Vaux-de-Cernay registró dos milagros que presuntamente tuvieron lugar durante el asedio de Minerve. En un caso, una fuente de agua muy pequeña empezó a manar en mucha mayor cantidad poco después de que las tropas cruzadas llegaran para el asedio. Después, el flujo volvió a reducirse a un goteo. 
En el otro, cuando los cruzados se marchaban,  prendieron fuego a todas las cabañas que habían construido en los alrededores con ramas y hojas secas. Una de ellas, en la cual un sacerdote había dicho misa, se salvó de forma inexplicable de las llamas.

## Consecuencias
Después de que los cátaros fueran quemados, sus restos fueros enterrados en tumbas poco profundas. Los cruzados continuaron su campaña contra los cátaros, tomando muchas más ciudades. Así a continuación vino el asedio de Termes.